# Реницэ, Юрий Дмитриевич
Юрий Дмитриевич Реницэ (рум. Iurie Reniță; род. 5 апреля 1958, с. Абаклия, Бессарабский район, Молдавская ССР, СССР) — молдавский государственный и политический деятель, дипломат. Чрезвычайный и полномочный посол.
Чрезвычайный и полномочный посол Республики Молдова в Румынии, Черногории и Сербии (2010—2015). Чрезвычайный и полномочный посол Республики Молдова в королевстве Бельгия и Великом Герцогстве Люксембург, Представитель Республики Молдова в НАТО (2016—2017). Депутат парламента Республики Молдова X созыва (2019—2021).

## Биография
Родился 5 апреля 1958 в селе Абаклия Бессарабского района Молдавской ССР.

### Образование
С 1976 по 1981 учился на факультете журналистики Кишинёвского государственного университета имени В. И. Ленина.
С 1990 по 1992 учился в аспирантуре факультета международных отношений Национальной школы политических и административных исследований в Бухаресте, получив специальность «магистр международных отношений».
В 1994 окончил Европейский центр исследований в области безопасности имени Джорджа Маршалла в немецком городе Гармиш-Партенкирхен, получив специальность «военно-политические аспекты и аспекты международной безопасности».
В 1999 окончил Военно-морскую аспирантуру в американском городе Монтерей, получив специальность «военно-политические аспекты и аспекты международной безопасности».

### Трудовая деятельность
С 1975 по 1976 работал на Кишинёвском тракторном заводе.
С 1982 по 1988 — главный редактор газеты «Inginerul».
С 1988 по 1989 — генеральный секретарь журнала «Limba Română».
С 1989 по 1990 — главный редактор исторического журнала «Cugetul».
С 1992 по 1996 — заместитель директора Главного управления европейских организаций и военно-политических аспектов министерства иностранных дел Республики Молдова.
С 1996 по 1999 — советник, ответственный за военно-политические аспекты и вопросы безопасности посольства Республики Молдова в Соединённых Штатах Америки.
В 1999 — советник министра иностранных дел Республики Молдова.
С 1999 по 2003 — заместитель руководителя и руководитель Вуковарского координационного центра Миссии ОБСЕ в Хорватии.
С 2005 по 2006 — руководитель проекта «Интегрированное управление границами» (Программа развития ООН в Республике Молдова).
С 2006 по 2007 — ассоциированный эксперт Центрально-Европейский университета.
С 2007 по 2010 — менеджер по корпоративным, юридическим и административным вопросам компании «British American Tobacco Молдова».
С 21 июня 2010 по 16 июня 2015 — чрезвычайный и полномочный посол Республики Молдова в Румынии, и по совместительству в Черногории и Сербии (с 27 декабря 2010).
14 октября 2011 присвоен дипломатический ранг «министр-посланник».
16 сентября 2014 присвоен дипломатический ранг «посол».
С 2015 по 2016 — посол по особым поручениям министерства иностранных дел и европейской интеграции Республики Молдова.
С 3 февраля 2016 по 14 ноября 2017 — чрезвычайный и полномочный посол Республики Молдова в королевстве Бельгия и Великом Герцогстве Люксембург по совместительству (с 9 ноября 2016), представитель Республики Молдова в НАТО.

### В парламенте
С 9 марта 2019 по 23 июля 2021 — депутат парламента Республики Молдова X созыва от партии Платформа «Достоинство и правда»; председатель Комиссии по внешней политике и европейской интеграции, член парламентского комитета по сотрудничеству Республики Молдова с Европейским союзом, член парламентской ассамблеи Организации черноморского экономического сотрудничества.

## Семья
Отец — Дмитрий Реницэ, мать — Лидия Реницэ, брат — Алеку Реницэ — государственный и политический деятель, депутат парламента Республики Молдова (1990—1994, 1998—2001). Супруга Лидия Реницэ (урожд. Таран).